# Peak Re
Die Peak Reinsurance Corporation, typischerweise als Peak Re bezeichnet, ist ein in Hongkong ansässiger global tätiger Rückversicherer.

## Geschichte und Hintergrund
Peak Re wurde 2012 gegründet, Fosun investierte dabei 468 Mio. US-Dollar für einen Anteil von 85,1 %, während die International Finance Corporation 81,95 Mio. US-Dollar für den residualen Anteil zahlte. 2016 erhöhte Fosun seinen Anteil auf 86,9 %, zwei Jahre später übernahm Prudential Financial den IFC-Minderheitsanteil. Das Unternehmen wuchs auch durch die Übernahme anderer Unternehmen. War Peak Re anfangs ausschließlich im asiatisch-pazifischen Raum aktiv, expandierte es im Laufe der Zeit zunehmend auch in andere Regionen. Beispielsweise wurden 2016 50 % der Anteile an Nagico übernommen, 2021 wurde eine Vereinbarung zur Übernahme des restlichen Teils getroffen. 2022 verzeichnete die Peak Re Prämieneinnahmen von knapp 2,4 Milliarden US-Dollar.
Im November 2022 beauftragte Fosun die Deutsche Bank mit der Unterstützung bei einem möglichen Verkauf von Peak Re. Nachdem diese Initiative erfolglos geblieben war, wurde im Februar 2024 eine erneute Initiative mit BNP Paribas als Partner gestartet.